# Josha Vagnoman
Josha Mamadou Karaboue Vagnoman (Hamburgo, 11 de dezembro de 2000) é um futebolista alemão que atua como zagueiro. Atualmente joga no Stuttgart.

## Carreira
Após passar por SC Poppenbüttel e Hummelsbütteler SV, Vagnoman chegou ao Hamburgo em 2010 para atuar nas categorias de base. Em fevereiro de 2018, o técnico Bernd Hollerbach promoveu o zagueiro ao time principal dos Dinossauros, que lutavam para evitar um inédito rebaixamento na Bundesliga. Sua estreia como profissional foi em março do mesmo ano, na derrota por 6 a 0 para o Bayern de Munique, substituindo o brasileiro Walace aos 25 minutos da segunda etapa. Apesar do resultado, Vagnoman bateu um recorde do HSV, ao tornar-se o atleta mais jovem a disputar uma partida pelo clube, aos 17 anos e 89 dias. Durante a passagem de Christian Titz, o zagueiro não foi aproveitado e seguiu no time reserva do Hamburgo, na Regionalliga (quarta divisão), tendo renovado seu contrato por mais 2 anos.
Na temporada 2018–19, seguiu revezando entre os times principal e reserva. Antes da pausa de inverno, havia sido relacionado 4 vezes na segunda divisão, mas era preterido tanto por Titz quanto por seu sucessor, Hannes Wolf, que preferiam escalar Douglas Santos e Gotoku Sakai para a zaga. Em 2019–20, continuou alternando entre titulares e reservas, agora sob o comando de Dieter Hecking. Após o titular Jan Gyimerah sofrer uma fratura na fíbula, Vagnoman assumiu a vaga e chegou a marcar um gol em 5 partidas até sofrer uma lesão no pé no jogo contra o Stuttgart, na Copa da Alemanha, que o afastou dos gramados por um longo período. Recuperado, assinou um novo contrato de 4 anos com o Hamburgo em abril de 2020 durante a paralisação dos campeonatos na Alemanha devido à pandemia de COVID-19. Assumiu a vaga de lateral-direito na partida contra o Greuther Fürth, na retomada das competições de futebol no país, e terminou a temporada com 16 jogos disputados e um gol marcado.
Efetivado no elenco principal do Hamburgo, Vagnoman passou as 2 últimas temporadas no clube lutando contra uma série de lesões (sofreu ruptura no ligamento externo e distensão ligamentar no tornozelo direito durante os treinos, rompeu um ligamento no mesmo tornozelo durante a partida contra o Eintracht Braunschweig, perdeu as 2 últimas partidas da temporada após um estiramento na coxa, lesionou  uma fibra muscular na pré-temporada e rompeu novamente um tendão, ficando afastado por 2 meses. Retornou aos gramados em fevereiro de 2022, no clássico do Norte Alemão contra o Werder Bremen, entrando no lugar de Moritz Heyer aos 37 minutos do segundo tempo.
Somando todas as competições, Vagnoman disputou 73 partidas pelo time principal do Hamburgo e marcou 5 gols, enquanto na equipe B foram 10 jogos e 4 gols na Regionalliga.
Em julho de 2022, foi contratado pelo Stuttgart por 4 temporadas. A estreia pelos Roten foi na vitória por 1 a 0 sobre o Dynamo Dresden, pela Copa da Alemanha, enquanto o primeiro jogo na Bundesliga foi contra o RB Leipzig. Em setembro, lesionou o tornozelo durante uma sessão de treinos e ficou novamente afastado por um longo período.

## Carreira internacional
Elegível para representar Alemanha ou Costa do Marfim, Vagnoman atuou por todas as seleções de base do Nationalelf, desde a categoria Sub-17 até a equipe Sub-21.
Em março de 2023, foi convocado pela primeira vez para a seleção principal da Alemanha, para os amistosos contra Peru e Bélgica, tendo feito sua estreia contra esta última, entrando aos 35 minutos do segundo tempo no lugar de Marius Wolf.

## Vida pessoal
Nascido e criado em Hamburgo, Vagnoman é filho de uma alemã e de um marfinense.

## Títulos
Stuttgart
- Copa da Alemanha: 2024–25[22]

Alemanha Sub-21
- Eurocopa Sub-21: 2021[23]

### Individuais
- Medalha Fritz Walter: 2019[24]